# Novokujbyševsk
Novokujbyševsk (rusky Новоку́йбышевск) je město v Samarské oblasti v Ruské federaci. Při sčítání lidu v roce 2010 mělo přes sto tisíc obyvatel.
Novokujbyševsk byl pojmenován podle sovětského politika Valeriana Vladimiroviče Kujbyševa. Neoficiálně se mu také říká Nová Samara (rusky Но́вая Сама́ра – Novaja Samara).

## Poloha
Novokujbyševsk leží na levém břehu Volhy jen dvacet kilometrů na jihozápad od Samary, správního střediska celé oblasti. Další Novokujbyševsku blízké město je 18 kilometrů na jihozápad vzdálený Čapajevsk.

### Doprava
Na dálniční síť je Novokujbyševsk napojen přes Samaru, kterou severně míjí dálnice M5 Ural.

## Dějiny
Dějiny Novokujbyševska začínají v roce 1946 postavením ropné rafinerie. Novokujbyševsk vznikl jako zázemí pro její pracovníky. V roce 1952 se stal Novokujbyševsk městem.
Společnosti Rosněfť uvádí, že konstrukční kapacita rafinérie činí 7 milionů tun ročně.

### Důsledky ruské invaze na Ukrajinu
V reakce na ruskou invazi na Ukrajinu se rafinerie stala terčem pro ukrajinská bezpilotní letadla. V noci z 15. na 16. března 2024 se podle samarského guvernéra Dmitrije Azarova podařilo útok odvrátit. Ale v noci z 22. na 23. března 2024 došlo v důsledku dalšího útoku dronů k požáru v rafinerii. Podle ruské zpravodajské agentury Interfax gubernátor Azarov uvedl, že vzplála primární kolona na rafinaci ropy. 